# 东联镇
东联镇，是中华人民共和国四川省内江市威远县下辖的一个乡镇级行政单位。2019年12月，撤销靖和镇，将其所属行政区域划归东联镇管辖。

## 行政区划
东联镇下辖以下地区：
东盛社区、元家咀村、佛尔岩村、凤金山村、金圣寺村、么磨坝村、娃娃山村、李家坪村、吊脚楼村、菜子湾村、刘家沟村、天宝沟村、挡竹湾村和牛皮场村。